# Fulla

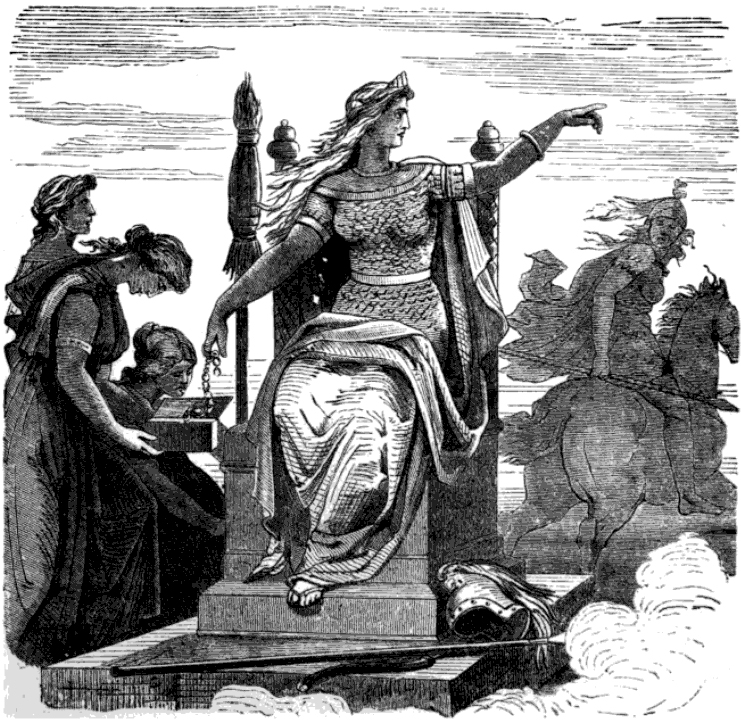
Fulla (a sinistra) porge il cofanetto a Frigg. Illustrazione del 1902

Fulla o Fylla è una divinità femminile della mitologia norrena appartenente agli Asi. Il suo nome sarebbe collegato all'aggettivo fullr, che significa "completo", ma anche "abbondante" o "generoso". A causa della sua etimologia, viene a volte considerata una divinità della fertilità.
Viene descritta da Snorri Sturluson come una dea vergine, con la capigliatura fluente e un nastro dorato tra i capelli. Si preoccupa del cofanetto di Frigg e dei suoi calzari, apparendo così accanto a Gná e Hlín, altre due Ásynjur, come ancelle della dea. Ma dagli scritti di Sturluson emerge anche che fosse partecipe dei segreti della padrona.
Fulla appare anche nel testo del X secolo in alto tedesco Merseburger Zaubersprüche (Gli incantesimi di Merseburg) con il nome di Volla, dove viene descritta come una sorella di Frigg. In questo testo è una delle tre dee, assieme a Frigg e a Nanna, che ricevono doni dal defunto Baldr.
Alcuni studiosi, tra cui Rudolf Simek, ipotizzano che Fulla rappresenti in realtà un aspetto della dea Freia o della stessa Frigg, o che fosse in origine una divinità indipendente più tardi sincretizzata nel culto della Grande Madre.